# 프린세스 다이어리
《프린세스 다이어리》(영어: The Princess Diaries)는 게리 마샬 감독이 제작한 오락영화이다. 2001년 개봉되었고, 2004년에 2편이 제작되었다.

## 줄거리
그로브 고등학생 미아 서모폴리스는 샌프란시스코의 개조된 소방서에서 싱글맘 헬렌과 함께 살고 있다. 친구들 사이에서 인기가 없는 미아는 대중 연설에 대한 두려움을 겪고 있으며, 조쉬 브라이언트에게 짝사랑을 하고 그의 인기 있는 여자친구 라나 토마스에게 종종 놀림을 받는다. 미아의 유일한 친구는 사회 부적응자 릴리 모스코비츠와 그녀의 오빠 마이클이며, 마이클은 미아에게 비밀리에 감정을 품고 있다.
미아는 소원했던 친할머니 클래리스로부터 자신이 최근 사망한 아버지 필립으로부터 작은 유럽 왕국 제노비아의 유일한 상속자라는 것을 알게 된다. 클래리스는 미아를 세련된 공주로 만들어 언젠가 자신이 현재 통치하는 왕국을 다스리게 할 작정이다. 이 사실에 압도된 미아는 처음에는 거절했지만, 어머니가 3주 후 제노비아 독립기념일 무도회까지 최종 결정을 내릴 필요가 없다는 조건으로 할머니의 "공주 수업"에 참석하도록 설득한다.
미아는 화려한 변신을 하고 여왕의 경호실장이자 비서이며 미아에게 아버지 같은 존재가 되는 조가 운전하는 리무진을 받는다. 미아의 변신은 학교 친구들이 그녀를 다르게 대하게 만들고, 점점 더 바빠지는 스케줄은 릴리와의 관계를 긴장시킨다. 가장 친한 친구를 달래기 위해 미아는 릴리에게 진실을 말하고 비밀을 지키겠다고 맹세한다. 그러나 미아의 변신을 담당했던 미용사 파올로가 언론에 비밀을 팔아 미아가 공주라는 사실이 곧 대중에게 알려지고 파파라치가 그녀를 끈질기게 쫓기 시작한다. 미아가 첫 국빈 만찬에서 자신을 당황하게 만들었음에도 불구하고, 클래리스는 그녀의 서투름이 사랑스러웠다고 인정하며 다음날 오후에는 수업을 취소하고 함께 좋은 시간을 보내자고 제안한다. 유대감을 형성하면서 클래리스는 미아의 부모님이 서로를 사랑했지만, 각자의 열정을 추구하기 위해 원만하게 이혼했다고 설명한다. 필립은 제노비아에 남아 결국 왕이 되었고, 헬렌은 미아에게 "평범한" 어린 시절을 제공하기 위해 미아와 함께 미국으로 돌아왔다.
미아의 인기가 높아지자 조쉬는 그녀를 해변 파티에 초대한다. 미아는 이를 받아들이고, 이로 인해 릴리를 소홀히 하고 마이클과의 약속을 잊게 된다. 파파라치가 해변 파티에서 미아를 기습한다. 조쉬는 자신의 15분간의 명성을 얻기 위해 미아에게 공개적으로 키스하고, 라나는 미아가 수건만 걸친 모습을 노출시킨다. 두 사진은 다음날 신문에 실린다. 클래리스는 그 사진들이 공주에게 부적절하다고 판단하고 미아의 행동을 꾸짖고, 이에 굴욕감을 느낀 미아는 자신의 칭호를 포기하겠다고 약속한다. 조는 클래리스에게 미아가 여전히 십대이자 손녀임을 상기시키며 여왕이 너무 가혹하게 반응했다고 말한다.
릴리와 화해한 후, 미아는 체육 시간에 조쉬에게 복수하고 마침내 학교 친구를 괴롭힌 라나에게 맞선다. 미아는 릴리와 마이클을 무도회에 초대하지만, 마이클은 미아가 처음에 자신을 무시했던 것에 여전히 상심하여 거절한다. 클래리스가 미아를 꾸짖은 것에 대해 사과한 후, 그녀는 미아가 무도회에서 왕위를 공개적으로 포기해야 한다고 말한다. 이 사실에 겁이 난 미아는 도망갈 계획을 세우지만, 돌아가신 아버지의 감동적인 편지를 발견하고 마음을 바꾼다. 무도회로 가는 도중 미아의 차가 고장나 폭우 속에 갇히지만, 조가 그녀를 데리러 온다.
마침내 도착하자, 여전히 비에 젖어 흐트러진 미아는 제노비아의 공주로서의 역할을 받아들이고 클래리스, 헬렌, 릴리는 자랑스럽게 지켜본다. 가운으로 갈아입은 미아는 클래리스와 함께 무도회장으로 들어가고, 미아의 사과를 받아들인 마이클은 그녀에게 춤을 청한다. 이들은 안뜰로 가서 서로의 감정을 고백하고 첫 키스를 나눈다. 마지막 장면에서 미아는 애완 고양이 팻 루이와 함께 전용기를 타고 제노비아로 여행하며, 일기에 어머니와 함께 제노비아로 이사할 계획이라고 쓴다.

## 배역
- 앤 해서웨이 - 미아 서모폴리스. 리날디 여왕의 손녀.
- 헤더 마타라조 - 릴리 모스코비츠. 미아의 고등학교 친구.
- 엑토르 엘리손도 - 조셉. 리날디 여왕을 섬기는 경호원이다. 리날디 여왕의 손녀인 미아가 여왕이 될 경우, 왕위계승에서 밀려날 것을 걱정한 제노비아 왕국 귀족이 치밀하게 만든 스캔들에 휘말리자, 뛰어난 이야기솜씨[1]와 사건을 조작한 배후세력을 찾아냄, 스캔들을 만들어낸 귀족에게 자신이 면책특권이 있음을 강조함으로써 미아에게 해를 주지 못하게 한다.
- 맨디 무어 - 라나 토마스
- 캐럴라인 구돌 - 헬렌 서모폴리스. 미아의 어머니. 왕자 신분을 힘들어하여 미국에 이사한 남편과 결혼하여 미아를 낳았다. 샌프란시스코에서 화가로 일한다.
- 로버트 슈워츠먼 - 마이클 모스코비츠
- 에릭 본 데튼 - 조시 브라이언트
- 줄리 앤드루스 - 클라리스 리날디 여왕. 제노비아 왕국의 여왕답게 말과 행동이 의젓하다. 미국에 사는 손녀와 며느리를 만난다. 손녀와 함께 스티커 사진을 찍고 드라이브를 즐김으로써 소통한다.
- 숀 오브라이언 - 패트릭 오코널 선생
- 샌드라 오 - 교감 선생
- 캐슬린 마셜 - 샬롯

## 한국판 성우진(KBS) (2004년 12월 25일)
- 손정아 - 클라리스 여왕(줄리 앤드루스)
- 은영선 - 미아(앤 해더웨이)
- 김병관 - 조셉(엑토르 엘리손도)
- 구민선 - 릴리(헤더 마타라조)
- 주유랑 - 라나(맨디 무어)
- 서혜정 - 엄마(캐럴라인 구돌)
- 정훈석 - 마이클(로버트 슈왈츠먼)
- 유동균 - 조쉬(에릭 본 데튼)
- 한호웅 - 제레미아(패트릭 플러거) / 오코널 선생님(숀 오브라이언)
- 김옥경 - 교감선생님(샌드라 오)
- 송덕희 - 샬롯(캐슬린 마셜)
- 나수란 - 음악선생님(킴리 스미스)
- 이봉준 - 모타즈 총리(조엘 맥크러리)
- 서문석 - 모토스 박사(제임스 브라운 올리언즈)
- 홍승섭 - 아빠(린 어벌조노이스) / 파올로(래리 밀러)
- 이승주 - 로버트슨(패트릭 리치우드)
- 민지 - 애나(베스 앤 게리슨)